# Palosaari (ö i Finland, Lappland, Norra Lappland, lat 69,22, long 28,30)
Palosaari, nordsamiska: Ruávisuálui, är en ö i Finland. Den ligger i sjön Enare träsk och i kommunen Enare i den ekonomiska regionen Norra Lappland och landskapet Lappland, i den norra delen av landet, 1 000 km norr om huvudstaden Helsingfors. Öns area är 17,7 hektar och dess största längd är 0,6 kilometer i öst-västlig riktning.